# Sidney Rittenberg

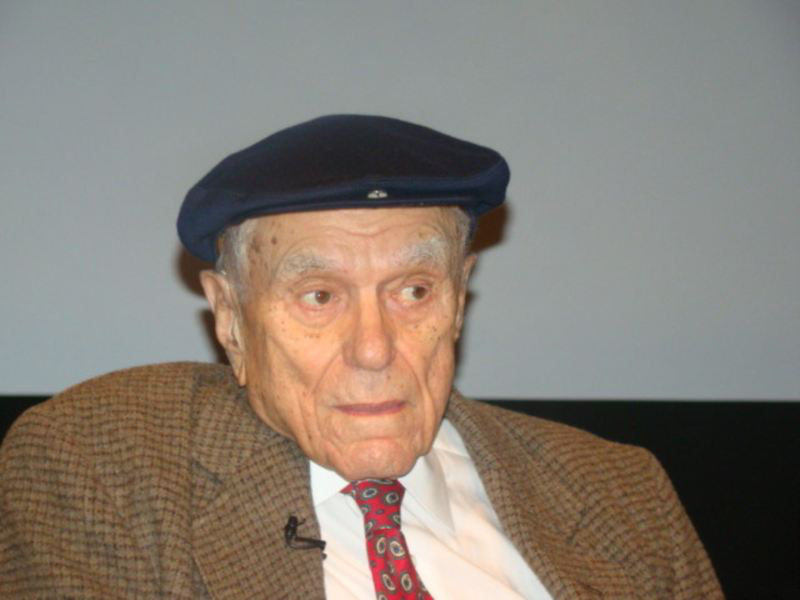
Sidney Rittenberg (2012)

Sidney Rittenberg (* 14. August 1921 in Charleston, South Carolina; † 24. August 2019 in Scottsdale, Arizona; chinesischer Name: Lǐ Dūnbái 李敦白) war ein US-amerikanischer Dolmetscher und Gelehrter, der von 1944 bis 1979 in China lebte.
Er arbeitete eng mit dem Gründer der Kommunistischen Partei Chinas, Mao Zedong, dem Oberkommandierenden der Volksarmee, Zhu De, und dem wichtigen Parteiführer, Zhou Enlai, sowie anderen Kadern der kommunistischen Partei zusammen. Rittenberg war der einzige US-amerikanische Bürger, der in die Kommunistische Partei Chinas aufgenommen wurde. Er machte Bekanntschaft mit den zentralen Köpfen der Partei am Ende des Langen Marsches in Yan’an und gilt als wichtiger Zeitzeuge des Lebens Maos und seiner Anhänger. Später saß er für insgesamt 16 Jahre im Gefängnis, die er großteils in Isolationshaft verbringen musste. Rittenberg konnte als Augenzeuge viel von dem berichten, wie sich das Leben auf höherer Ebene der Kommunistischen Partei Chinas abspielte und kannte viele der Führer persönlich.

## Leben

### Die frühen Jahre
Sidney Rittenberg lebte bis zu Beginn seines Studiums in Charleston. Er lehnte ein Stipendium für die Princeton University ab, da er lieber in Carolina blieb, wo er sich an der University of North Carolina at Chapel Hill immatrikulierte. Dort studierte er an der „Porter Military Academy“ der Universität im Hauptfach Philosophie. Während dieser Zeit schloss er sich den US-Kommunisten an. 1942 – er war aus der kommunistischen Partei schon wieder ausgetreten – ging er anlässlich des Eintritts der USA in den Zweiten Weltkrieg zur United States Army. Das Militär schickte ihn auf die „Stanford Armeeschule für fernöstliche Studien“, damit er Japanisch lerne. Rittenberg wollte jedoch lieber Chinesisch lernen und setzte seinen Wunsch letztlich durch. Dies führte dazu, dass er 1944 nach China gesandt wurde. Nach Kriegsende entschied er sich, in China zu bleiben, um für das UN-Hungerhilfsprogramm zu arbeiten. Dies führte wiederum dazu, dass er in Yan’an die Kommunistenführer kennenlernte.

### Yan’an
In Yan’an, dem Zielgebiet des Langen Marsches, konnte Rittenberg das Leben des chinesischen Volkes unter Maos Regentschaft während des Bürgerkriegs beobachten. Er sah, wie die Menschen in Höhlen lebten, weil die Städte durch Bomben zerstört waren. Das Essen wurde so rationiert, dass es pro Tag wechselweise genau eine Portion Fleisch oder Brot gab. Milch zu trinken, war außer den Kranken niemandem gestattet. Die Führerschicht erhielt etwas bessere Mahlzeiten, aber auch keine Milch. Den Schilderungen nach herrschte trotz der Notlage eine gute Stimmung zwischen beiden Klassen. Man grüßte sich und obwohl ein Klassenunterschied vorhanden war, spürte man keinen Unterschied im Wert, sondern harmonierte.

### Beziehung zu Zhou Enlai
Die engsten Beziehungen pflegte Rittenberg zu Zhou Enlai, mehr als zu jedem anderen kommunistischen Führer. Laut Rittenberg hatte Zhou ein besonderes Talent, die Leute für sich einzunehmen und sich beliebt zu machen. Beispielhaft erzählt Rittenberg gerne die Anekdote, als einmal das Theaterstück Onkel Toms Hütte inszeniert worden war und Zhou sechs Sitzplätze für sich und seine Leute reserviert hatte. Kurz bevor sich der Vorhang öffnete, machte sich ein Bauer breit – genau auf den reservierten Plätzen. Nun traf Zhou gerade ein, um seinen Platz einzunehmen, so dass einer seiner Leibwächter den Bauern vertreiben wollte. Zhou jedoch nahm sich des Bauern an, brachte ihn zurück auf seinen eigenen Platz und setzte sich neben ihm nieder. Ein Streit entflammte, dass er, Zhou, das doch nicht tun könne, worauf Zhou drohte, den Ort sofort zu verlassen. Schließlich setzte sich einer aus Zhous Gefolge eben woanders hin. Rittenberg berichtet ebenso, dass es Zhou geschickt gelang, nicht arrogant zu wirken. Wenn einer kam und ihm zu schmeicheln versuchte, erwiderte er alles Lob.

### Übersetzen für Mao
Zweimal übersetzte Rittenberg Botschaften Maos an die Vereinigten Staaten. Der Inhalt war in beiden Fällen gleich. Mao sagte, er wünsche sich, nachdem nun der Krieg in China vorbei sei und nachdem er, Mao, Führer des Landes geworden sei, eine gute Beziehung zu den Vereinigten Staaten. Für diesen Wunsch gab es zwei Motive: Erstens waren die USA der einzige Staat, der ihn mit den nötigen Geldmitteln für den Wiederaufbau des Landes ausstatten konnte. Zweitens wollte Mao nicht, dass China vollkommen von den Sowjets abhing. In beiden Fällen wurde Maos Anliegen von den USA zurückgewiesen. Nach Rittenbergs Meinung hätte ein Entgegenkommen der USA sowohl den Koreakrieg als auch den Vietnamkrieg abwenden können.

### Erster Gefängnisaufenthalt
1949 wurde Rittenberg in Isolationshaft eingekerkert, weil ihm vorgeworfen wurde, Teil eines internationalen Spionage-Netzes zu sein. Ein Jahr lang wurde er in einem absolut dunklen Raum gefangen gehalten, anschließend noch mal fünf Jahre in „normaler“ Einzelhaft. Rittenberg rechnet seine Befreiung einem Gedicht, verfasst von Edwin Markham, zu:
He drew a circle that shut me out

Heretic, rebel, a thing to flout

But love and I had the wit to win;

We drew a circle that took him in.
Rittenberg erinnerte sich daran, dass ihm seine Schwester diese Zeilen stets vorsprach, wenn er als kleines Kind krank war. In seiner verzweifelten Lage, kamen sie ihm wieder in den Sinn, und er benutzte sie als Inspiration, um die Kommunisten zu überzeugen, ihn endlich laufen zu lassen. 1955 wurde er entlassen, was er aber auch mit Stalins Tod verbindet.

### Kulturrevolution
Während der Kulturrevolution engagierte sich Rittenberg enorm und entschlossen: Im Sommer 1967 übernahm er den Vorsitz der „Dr. Norman Bethune – Yan’an rebel group“ (白求恩－延安造反团), einer aus circa 70 Mitgliedern bestehenden Gruppe, vielen Ausländern, die die Lebensbedingungen in China verbessern und modernisieren wollten. Er focht politische Streite auf China Radio International aus – dem chinesischen Pendant zur Deutschen Welle. Han Suyin meinte seinerzeit, dass Rittenberg den gesamten Sender im Griff habe. Am 8. April 1967 veröffentlichte die Volkszeitung Renmin Ribao einen aufsehenerregenden, kritischen Artikel («中国文化大革命打开了通向共产主义的航道»). Zwei Tage später hielt er eine Protestrede im Namen der politisch in China engagierten Ausländer an der Tsinghua-Universität, die sich vor allem gegen Wang Guangmei 王光美 wandte. Aber er attackierte in seinen Aktionen auch Ausländer, die seinerzeit in China lebten, insbesondere Dr. Ma Haide 马海德 (George Hatem). Ma Haide hatte ihm zuvor geraten, sich nicht in die politischen Angelegenheiten Chinas einzumischen.

### Zweiter Gefängnisaufenthalt
Mit der Zeit wurde der Einsatz von Ausländern wie Rittenberg zunehmend als lästig empfunden. Ab September 1967 wurde eine politische Kampagne namens „16. Mai Elemente“ (五一六分子) lanciert, die von den Machthabern als unangenehm empfundene, politisch Engagierte kaltstellen sollte. Einige Ausländer, darunter auch Rittenberg, wurden Ziele der Diffamierungskampagne und dementsprechend als Spione und „schädliche Elemente“ abgestempelt. Ein Poster etwa mit dem Titel „Wie ein Ami die kommunistische Macht im Radio China International an sich riss“ wurde in der Zentrale des Radiosenders aufgestellt, welchen Rittenberg einst geleitet hatte. Ähnliche Poster wurden im „Friendship Hotel“ angebracht, wo viele Ausländer residierten.
Februar 1968 wurden einige Mitglieder der „Dr. Norman Bethune – Yan'an rebel group“ inhaftiert, darunter Israel Epstein, seine Ehefrau Elsie Fairfax-Cholmeley (Qiū Mòlì 丘茉莉), Sidney Shapiro und Rittenberg. Diesmal wurde als Grund für die Inhaftierung „Tätigkeiten und Kritik gegen die Diktatur und Bürokratie“ angegeben. Ironischerweise wurden ihm ebenfalls zum Vorwurf gemacht, er sei ein Hausfreund des „Chinesischen Chruschtschow“ Liu Shaoqi, den Rittenberg im Gegenteil stark angegriffen hatte in seinen eigenen Politkampagnen. Seine chinesische Frau, Wang Yulin (Chinesisch: 王玉琳) wurde in eine politische Kaderschule geschickt („Führungsschule des 7. Mai“). Im Gefängnis schrieb er ein konfuzianisch anmutendes Sprichwort nieder: „Ein Mann, der auf einen Ast klettert, sollte die Ohren spitzen, ob er nicht jemanden sägen hört!“ (Man who climbs out on limb should listen carefully for sound of saw).
Am 8. März 1973, anlässlich des Internationalen Frauentags, gab China einen Empfang für ausländische Intellektuelle in der Großen Halle des Volkes, darunter mehrheitlich solche, die gerade aus politischer Haft entlassen worden waren. Zhou Enlai hielt eine Rede und entschuldigte sich bei den Ausländern, aber sagte auch: „Es gibt da auch einige Ausländer, die während der Kulturrevolution Teil einer politischen Gruppierung waren, die sich wiederum an destruktiven Aktivitäten mit schädlichen Elementen beteiligte. Sidney Rittenberg ist einer dieser Menschen; er engagierte sich in der konterrevolutionären Gruppe um Wang Li, Guan Feng und Qi Benyu.“
Im November 1977 wurde Sidney Rittenberg entlassen und rehabilitiert – vermutlich als allerletzter aller Ausländer. Im März 1980 ging er zurück in die USA.

### Zurück in den USA
Rittenberg arbeitete als Präsident von „Rittenberg Associates, Inc“. Er war verheiratet mit Yulin und hatte vier Kinder. 1993 schrieb er ein Buch mit dem Titel The Man Who Stayed Behind mithilfe der Co-Autorin Amanda Bennett.
Rittenberg und seine Ehefrau leiteten „Rittenberg & Associates“, eine Beratungsfirma, die Firmen unterstützt, die mit chinesischen Unternehmen kooperieren. Einige in den USA bekannte Kunden waren Billy Graham und Mike Wallace. Rittenberg äußerte sich häufig öffentlich über seine Erfahrungen in China und lebte auf Fox Island, Pierce County, Washington.
Er starb am 24. August 2019 im Alter von 98 Jahren in Scottsdale, Arizona.